# 麥克林托克山
麥克林托克山（英語：Mount McClintock）是南極洲的山峰，位於澳洲南極洲領地，屬於不列顛嶺的一部分，海拔高度3,490米，現時該山峰由南極條約體系管理。